# Pan dans le mille
Pour plus de détails, voir Fiche technique et Distribution.
Pan dans le mille (Warming Up) est un film américain réalisé par Fred C. Newmeyer, sorti en 1928.
Il existe une version sonore et une version muette. Il a été diffusé en version muette dans la plupart des salles lors de sa sortie, mais il s'agit du premier film de la Paramount avec « synchronisation et effets sonores ».

## Synopsis
Il s'agit d'un film de baseball, avec une histoire d'amour. Bert Tulliver (Richard Dix) est un lanceur de l'équipe des Yankees de New York, dont est amoureuse la fille du propriétaire de l'équipe.

## Fiche technique
- Titre : Pan dans le mille
- Titre original : Warming Up
- Réalisation : Fred C. Newmeyer
- Scénario : Ray Harris d'après une histoire de Sam Mintz (en)
- Producteurs : Adolph Zukor et Jesse L. Lasky
- Photographie : Edward Cronjager
- Musique : Gerard Carbonara
- Société de production : Paramount Famous Lasky Corporation
- Durée : 80 minutes (8 bobines)[2]
- Date de sortie : 4 août 1928 (USA)

## Distribution
- Richard Dix : Bert Tulliver
- Jean Arthur : Mary Post
- Claude King : Mr. Post
- Philo McCullough : McRae
- Billy Kent Schaefer : Edsel
- Roscoe Karns : Hippo
- James Dugan : Brill
- Mike Donlin : Veteran Baseball : lui-même
- Mike Ready	: lui-même
- Chet Thomas : lui-même
- Joe Pirrone : lui-même
- Wally Hood : lui-même
- Bob Murray : lui-même
- Truck Hannah : lui-même
- Wade Boteler : petit rôle